# 嵇永仁
嵇永仁（1637年—1676年），字留山，初字匡侯，别号抱犊山农。江苏无锡人。
长洲籍诸生。康熙十二年，入福建总督范承谟幕府。三藩之亂起，耿精忠响应吴三桂反清，与范承谟同時被捕，囚禁三年，狱中创作了《续离骚》杂剧。後聞范承謨遇害，遂自縊死，其妾苏瑶青於獄中同死。有子嵇曾筠。

## 延伸阅读
[在维基数据编辑]
 《清史稿·卷488》，出自趙爾巽《清史稿》